# Karesansui

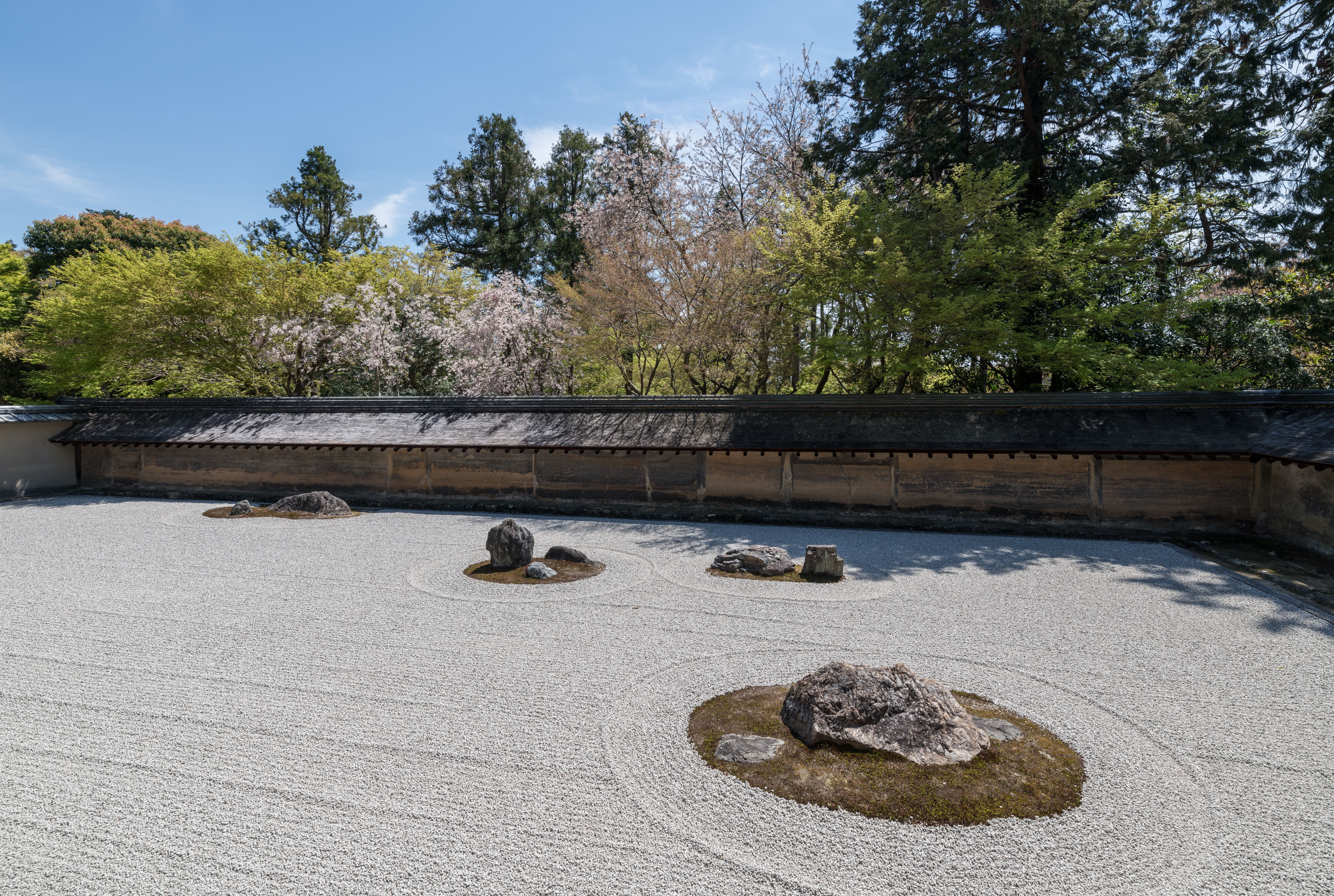
Najsłynniejszy ogród karesansui należący do świątyni Ryōan-ji w Kioto (powstał w 1520 r. wg projektu artysty o imieniu Sōami (ok. 1455–1525); piętnaście skał tworzy oddalone od siebie grupy złożone z pięciu, trzech lub dwóch elementów; nie można ich objąć wzrokiem jednocześnie)

Karesansui (jap. 枯山水, 枯れ山水 kare-sansui; suchy krajobraz), zwany również sekitei (jap. 石庭 ogród kamienny) – tradycyjny ogród suchego krajobrazu.

## Opis
Tego rodzaju ogród, tworzony pod wpływem estetyki zen jest kompozycją tworzącą stylizowany krajobraz poprzez starannie dobrane i rozmieszczone układy skał, kamieni, mchu, przycinanej roślinności, żwiru (w ogrodach zen używany zamiast piasku, gdyż jest mniej podatny na niszczący wpływ deszczu i wiatru). Miniaturową wersją ogrodów karesansui są bonseki.
Ten typ ogrodu przeznaczony jest wyłącznie do kontemplacji. Ich tworzenie rozwijało się w okresie Muromachi-Ashikaga 1336–1573, ciesząc się uznaniem klasy wojskowej, która już w okresie Kamakura stała się elitą władzy, przejmując ją od arystokracji i dworu cesarskiego. Władcy wojskowi przyjęli nowo wprowadzony buddyzm zen, który wywarł silny wpływ na projektowanie ogrodów. Ogrody były często budowane przy budynkach świątynnych, aby pomóc mnichom w medytacji i rozwoju religijnym, a nie w celach rekreacyjnych.
Głównym założeniem tego typu ogrodu jest wyrażenie natury wszechświata na małym obszarze, otoczonym ogrodzeniem z kamienia lub roślinności. Starannie zagrabiany w rzędy żwir tworzy wrażenie fal (samon, hōkime), a skały rozmaitych kształtów, częściowo zakopane w ziemi lub zasłonięte innymi skałami, upodabniają się do wysp lub tworzą efekty wizualne.
Obserwujący sztukę zen, widzi przede wszystkim surowość i prostotę. Odnosi się to także do obrazów malowanych tuszem (suiboku-ga) przez chińskich mnichów chan. Styl ten przejęli japońscy mistrzowie zen, jak: Sesshū Tōyō (1420–1506), Tenshō Shūbun (zm. ok. 1460), Josetsu (imigrant z Chin, okres działalności ok. 1386–1428), Sōtan Oguri (1413–1481). Obrazy te przywołują najwięcej znaczeń z jak najmniejszej ilości materiałów i stawiają najmniejsze wymagania zmysłom w wykonywaniu czynności. Według japońskich historyków sztuki, ogród zen jest próbą nadania monochromatycznego obrazu tuszem trójwymiarowej formy. Sztuka zen charakteryzuje się zestawem wartości estetycznych, które artyści starają się wyrazić w swoich dziełach, niezależnie od tego, czy są to obrazy, ogrody, ceramika czy architektura.

## Galeria

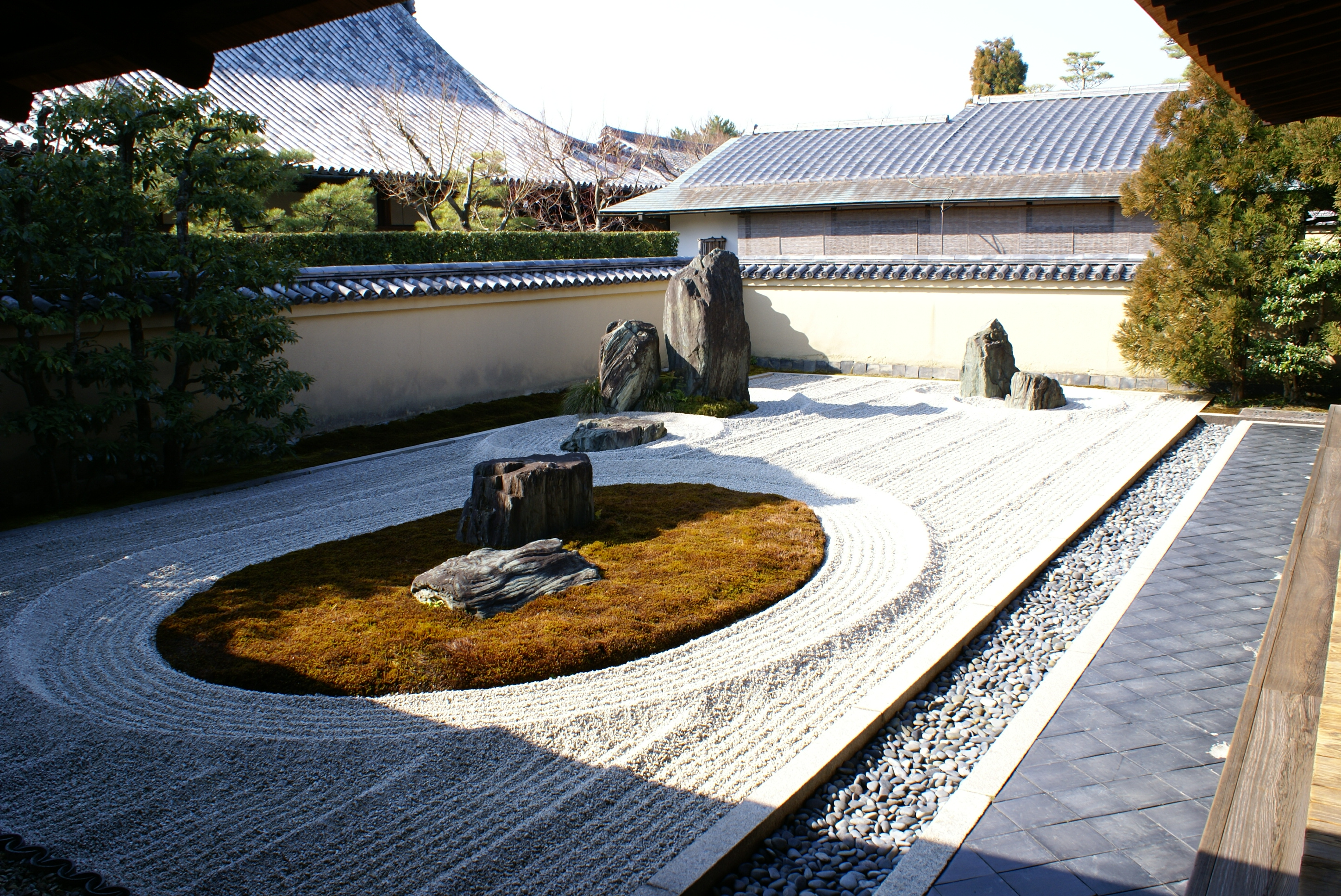
Ogród w Daitoku-ji, Kioto
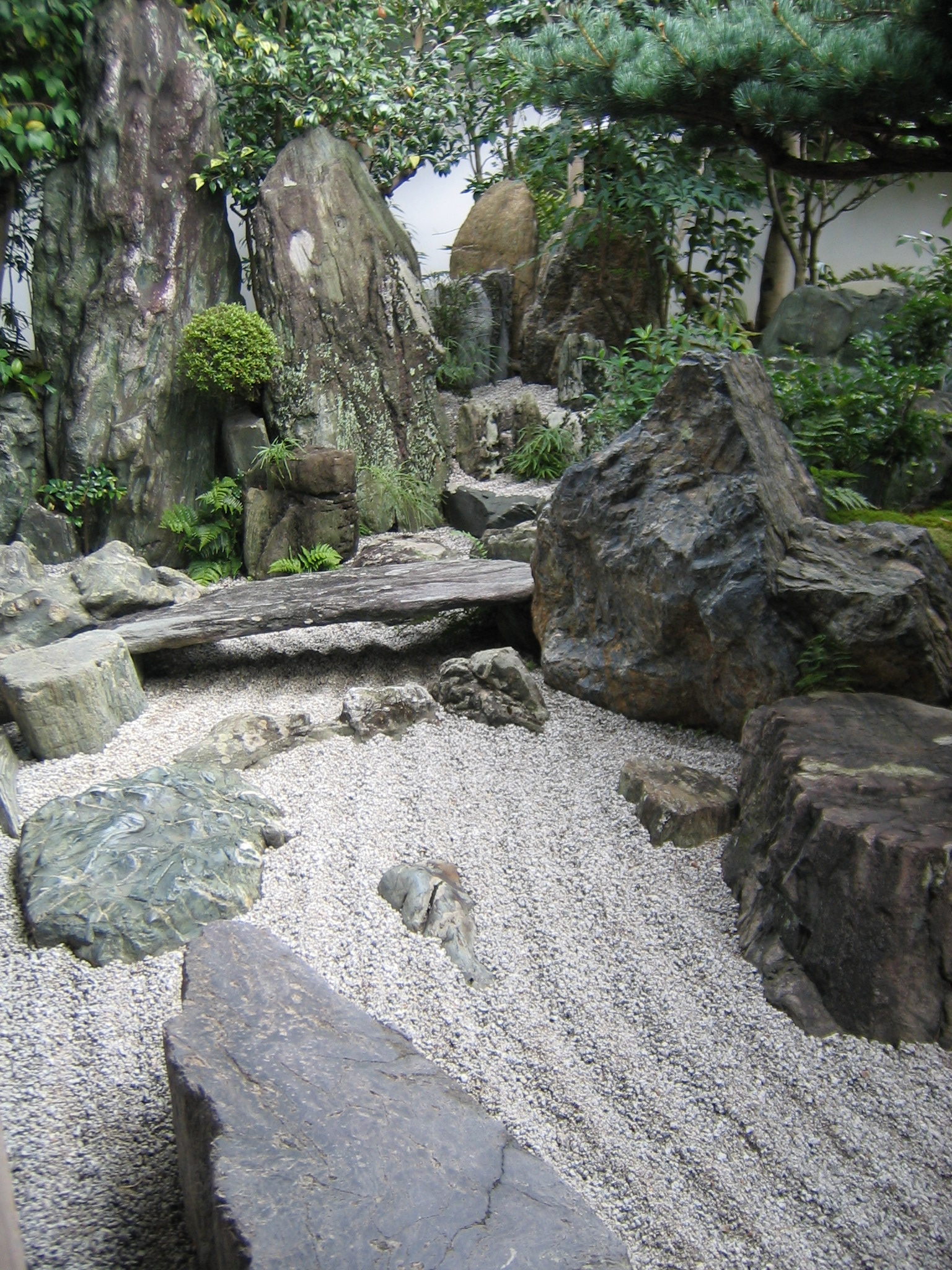
Daitoku-ji, Daisen-in, Kioto (kamienny wodospad „wlewający się” do energicznie płynącej górskiej rzeki)
Typy fal (hōkime) kamiennego ogrodu
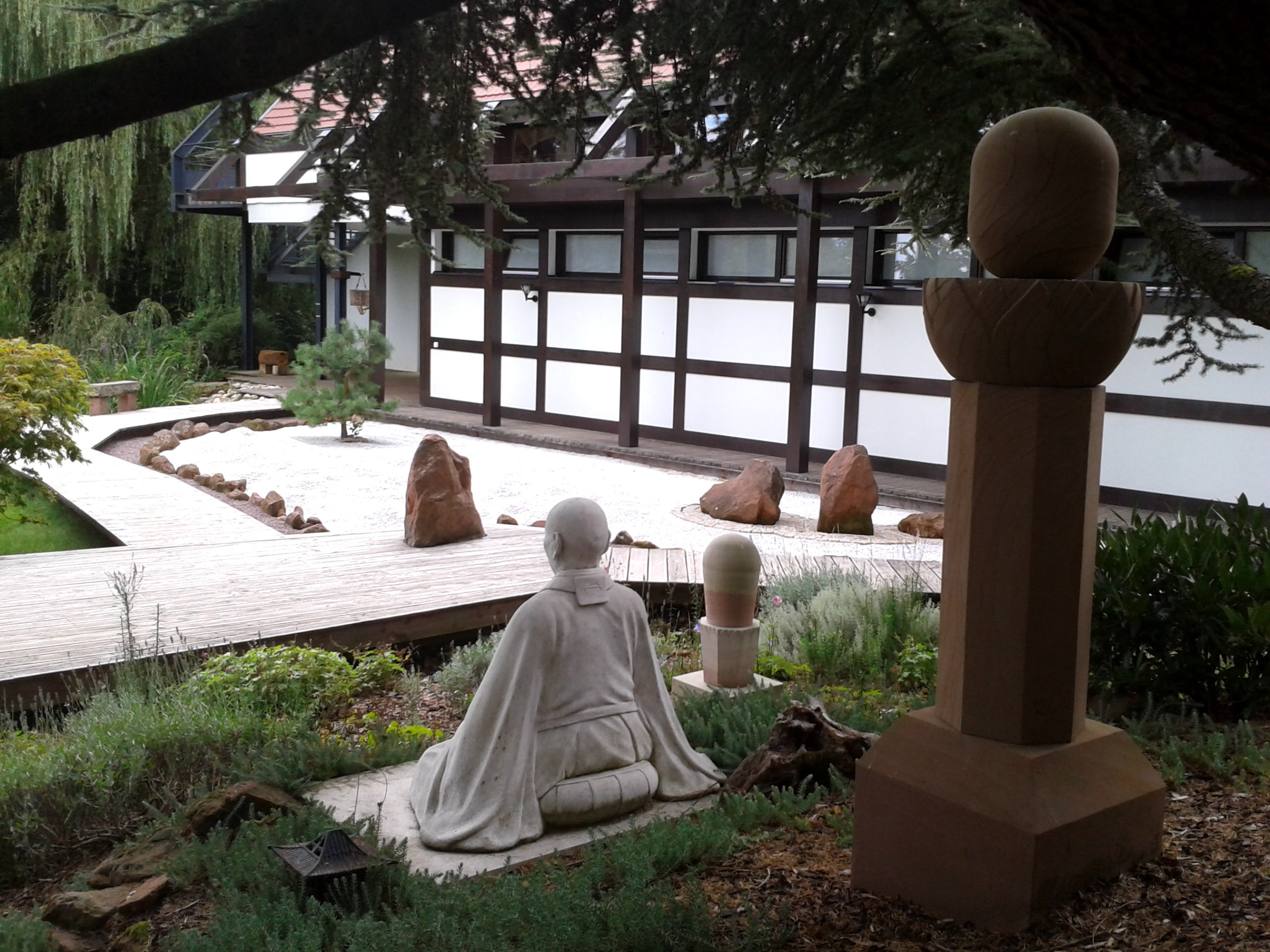
Posąg medytującego mistrza zen, Taisena Deshimaru (1914–1982), Ryūmon-ji, Weiterswiller, Francja
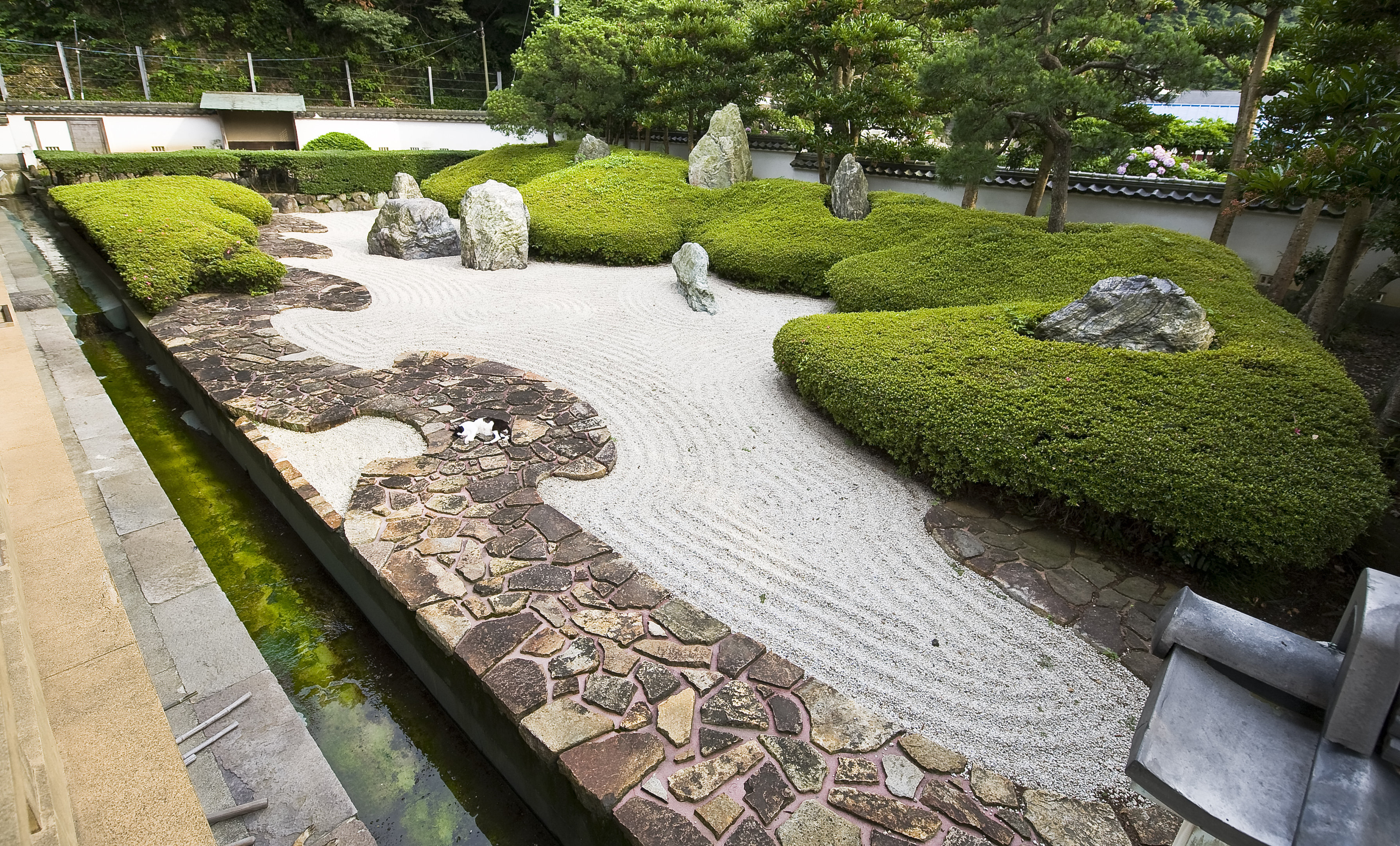
Kōmyō-ji, Kamakura